# I Wanna Be Sedated
I Wanna Be Sedated är en låt av Ramones, utgiven som singel den 21 september 1978. Singeln finns med på albumet Road to Ruin, utgivet den 22 september 1978. I USA har singeln sålts i 1 000 000 exemplar.
Musikvideon regisserades av Bill Fishman och utgavs 1988 för att göra reklam för samlingsalbumet Ramones Mania. Bandmedlemmarna sitter runt ett bord och Joey Ramone sjunger om att han inte har någonting att göra och snart kommer att bli galen. Han ber upprepade gånger om lugnande läkemedel. I bakgrunden passerar bland andra en ung Courtney Love, iförd brudklänning.